# ドン・デンキンガー
ドン・デンキンガー（Donald Anton Denkinger、1936年8月28日 - 2023年5月12日）は、アメリカメジャーリーグの元審判員。アイオワ州シーダーフォールズ出身。

## 経歴
ウォートバーグ大学時代はレスリングチームに所属していたが、アメリカ陸軍時代に野球の審判に関心を持ち、1960年よりマイナーリーグの審判を務め始めた。その後1969年から1998年にかけてアメリカンリーグの審判員を務めた。
レン・バーカーとケニー・ロジャースの完全試合や、1974年・1980年・1985年・1991年のワールドシリーズ、及び1971年・1976年・1987年のMLBオールスターゲームなどで審判を務めたが、1985年のワールドシリーズ第6戦での誤審は「ザ・コール」(The Call)と呼ばれている。

## 1985年のワールドシリーズ第6戦での誤審
この年のワールドシリーズは、カンザスシティ・ロイヤルズとセントルイス・カージナルスとの間で行われた。カージナルスの3勝2敗で行われた第6戦(ロイヤルズ・スタジアム)は、7回まで0-0で進んだ後8回表にカージナルスが1点を先取して、カージナルス1点リードで9回裏を迎えた。カージナルスの投手トッド・ウォーレルは先頭バッターのジョージ・オータを一塁ゴロに打ち取った。しかし、一塁手ジャック・クラークからベースカバーに入っていたウォーレルにトスしたところ、ビデオや写真では明らかな「アウト」であったが、デンキンガーは「セーフ」の判定を下した。
この判定にカージナルス側は激怒し、審判団へ抗議するが却下される。試合もロイヤルズの「棚ぼた」サヨナラ勝利で7戦までもつれたことで、カージナルスはデンキンガーが球審を務めることに反対し抗議するが認められず(ワールドシリーズでは、審判は時計回りにローテーションするため、第7戦は第6戦で一塁塁審を務めたデンキンガーは球審を務めることになる)、第7戦は殺気立った状態で開始された。カージナルスは5回までに11失点を喫し、ウォーキーン・アンドゥハーが「ボール」判定に激昂してホワイティ・ハーゾグ監督共々退場となるなど、険悪なムードであった。
結局、カージナルスが第4戦まで3勝1敗としながら世界一を逃したこともあって、地元セントルイスでは1982年以来のワールドチャンピオンが「奪われた」として大騒動になり、テレビでは問題のシーンが繰り返し放送された。また当時のピーター・ユベロスコミッショナーに中止されたが、巨大ポスターの製作も進んでいた。カージナルスもこの誤審のダメージからか翌1986年はナショナルリーグ東地区(当時)3位ながらも負け越し、1987年と2004年はワールドシリーズに進むも何れも敗退するなど、2006年のワールドシリーズを制覇するまで優勝から遠のくシーズンが続くこととなった。